# Sevă

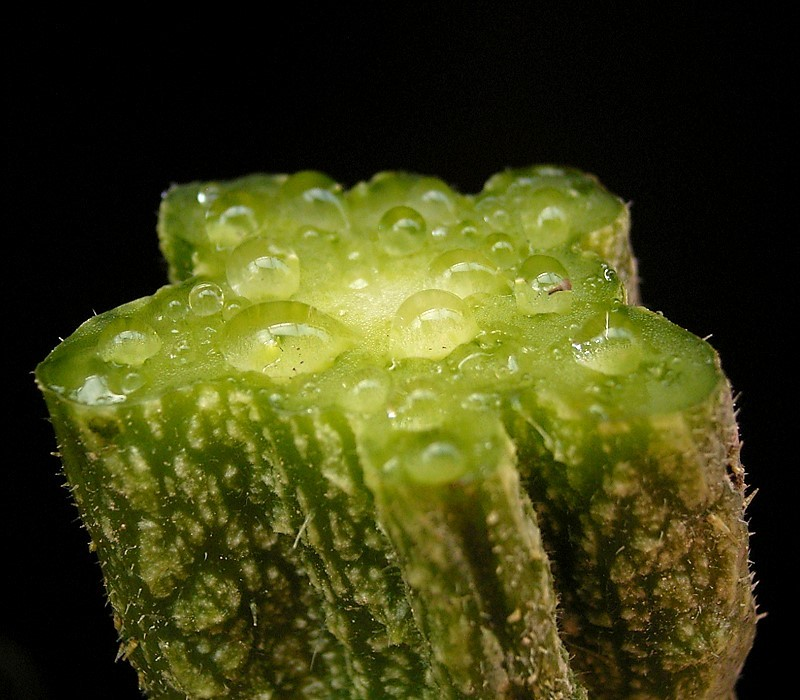
Sevă adunată la suprafața unei secțiuni realizate într-o tulpină de dovlecel (Cucurbita pepo).

Seva este un fluid transportat în vasele conducătoare ale speciilor vegetale, care are scopul de a distribui apă și nutrienți în organismul plantei . Trebuie diferențiată de latex, mucilagiu sau de rășină, alți produși vegetali, cu componente și funcții diferite de cele ale sevei.

## Tipuri de sevă
Cele două tipuri de sevă, seva brută și seva elaborată, sunt transportate în organismul vegetal prin intermediul fasciculelor libero-lemnoase:

### Seva brută
Seva brută este seva transportată prin xilem și este alcătuită în principal din apă, elemente minerale și substanțe reglatoare ale procesului de creștere. Transportul acestui tip de sevă are loc dinspre partea inferioară, din rădăcină, către organele superioare, adică spre frunze, și se realizează prin vasele conducătoare lemnoase.

### Seva elaborată
Seva elaborată este seva transportată prin floem și este alcătuită în principal din glucide, hormoni și elemente minerale dizolvate în apă. Transportul acestui tip de sevă are loc dinspre organele fotosintetizatoare, unde are loc biosinteza de carbohidrați sau din organele de depozitare a acestora, spre organele care necesită surse de energie. Se realizează prin vasele conducătoare liberiene.
Aceasta circulă din aproape în aproape, cu viteză mică. Seva circulă în sens ascendent și descendent peste tot, la toate celulele, deoarece toate au nevoie de hrană. 